# Raid su Costanza
Il raid su Costanza si svolse il 26 giugno 1941 nell'ambito dei più vasti eventi del teatro del Mar Nero della seconda guerra mondiale: una forza aeronavale sovietica condusse un'incursione contro l'importante porto romeno di Costanza, principale scalo delle potenze dell'Asse nel bacino del Mar Nero, ma incontrò una forte resistenza da parte delle difese tedesco-romene e dovette ritirarsi dopo aver subito sensibili perdite.
Per numero e unità coinvolte, il raid fu il principale scontro navale di superficie svoltosi nel Mar Nero durante la guerra.

## Antefatti
Dopo l'adesione della Romania al patto tripartito il 23 novembre 1940 la Germania acconsentì a rafforzare le difese militari del paese, in particolare realizzando cinque nuove batterie di artiglieria costiera per rinforzare le obsolete difese del litorale romeno sul Mar Nero. Queste nuove difese inclusero la batteria "Tirpitz", realizzata a sud di Costanza e armata con tre cannoni 28 cm SK L/45 dell'epoca della prima guerra mondiale protetti da svariati pezzi antiaerei da 75 mm e 20 mm; la batteria fu completata e testata nell'aprile 1941, e disponeva di una guarnigione di 700 uomini della Kriegsmarine tedesca benché fosse nominalmente sotto il controllo del comando romeno, come tutte le forze dell'Asse schierate nel paese.
Tra il 16 e il 19 giugno 1941, inoltre, nell'imminenza dell'attacco tedesco all'Unione Sovietica, le difese di Costanza furono rafforzate con l'approntamento, da parte dei posamine romeni NMS Amiral Murgescu, NMS Regele Carol I e NMS Aurora, di un campo di 1 000 mine navali nelle acque tra Capo Midia e Tuzla.
Il 22 giugno le ostilità sul fronte orientale ebbero inizio, e la Romania appoggiò l'attacco tedesco bombardando diverse basi aeree sovietiche nella regione della Bessarabia; un radi di rappresaglia da parte dei bombardieri sovietici su Costanza fu efficacemente contrastato dai caccia della Forțele Aeriene Române. Fallito questo primo attacco, il comandante della Flotta del Mar Nero sovietica, ammiraglio Filipp Oktjabr'skij, progettò quindi un assalto combinato su Costanza da parte delle forze navali e aeree in combinazione con un'incursione contro l'estremità del fronte romeno nel delta del Danubio

## Il raid

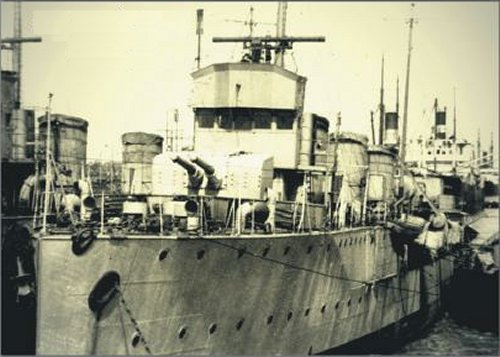
Il cacciatorpediniere romeno NMS Mărăști

Il gruppo navale d'attacco su Costanza fu organizzato attorno a due cacciatorpediniere conduttore della classe Leningrad, il Moskva e il Char'kov, supportati a distanza dall'incrociatore Vorošilov scortato da altri quattro cacciatorpediniere; la nave da battaglia Pariskaya Komuna fu dislocata a 10 chilometri dalla costa romena per sfruttare un eventuale successo iniziale, e al raid si sarebbero poi uniti vari bombardieri della Flotta del Mar Nero.
La formazione navale sovietica giunse davanti Costanza nelle prime ore del 26 giugno, e aprì subito il fuoco appiccando l'incendio ad alcuni magazzini e depositi di carburante danneggiando le infrastrutture portuali. Il sommergibile romeno NMS Delfinul, che incrociava al largo della costa, aveva avvistato il gruppo navale sovietico mentre era in rotta per Costanza, mettendo quindi in allarme le difese dell'Asse nella zona che consistevano nei cacciatorpediniere NMS Mărăști e NMS Regina Maria, nel grosso posamine Amiral Murgescu e nella batteria costiera "Tirpitz" tedesca.
Nell'arco di dieci minuti a partire dalle 03:58, il Moskva e il Char'kov  spararono non meno di 350 colpi dai loro cannoni da 130 mm. I due cacciatorpediniere romeni risposero al fuoco con i loro pezzi da 120 mm da una distanza di 20 chilometri a partire dalle 04:12, e alle 04:20 il Char'kov  venne colpito; la batteria "Tirpitz" aprì anch'essa il fuoco alle 04:22. Il Moskva fu danneggiato da un colpo da 120 mm che abbatté il suo albero, mentre il Char'kov  riportò altri danni da colpi della batteria "Tirpitz". Sorpresi dalla violenta reazione, i sovietici iniziarono a ritirarsi ma finirono nel campo minato steso dai romeni: il Moskva urtò una mina e affondò rapidamente, con 268 morti tra l'equipaggio e 69 sopravvissuti presi prigionieri dai romeni. Secondo la maggior parte delle fonti il Moskva affondò per l'esplosione di una mina, sebbene altre fonti ne attribuiscano l'affondamento a colpi sparati dal Regina Maria e dalla batteria "Tirpitz".
Anche l'incrociatore Vorošilov, nel frattempo, riportò danni quando una mina venne fatta detonare nelle sue vicinanze dal paramine trainato dal cacciatorpediniere Soobrazitel'ny che lo scortava. Le motosiluranti romene Viforul e Vijelia tentarono di portare un attacco al Char'kov  in ritirata, ma furono respinte dal violento fuoco aperto dalle navi sovietiche. Nel corso dello scontro erano nel frattempo intervenuti i bombardieri sovietici Tupolev ANT-40, ma nove di essi erano stati abbattuti dal fuoco antiaereo: due velivoli furono abbattuti dal posamine Amiral Murgescu e uno dal cacciatorpediniere Mărăşti, mentre i restanti sei furono rivendicati da una batteria contraerea romena di cannoni da 102 mm.

## Conseguenze
Il fallimento del raid su Costanza e le forti perdite riportate convinsero l'ammiraglio Oktjabr'skij a essere più cauto nell'impiegare le navi di superficie della Flotta del Mar Nero; il successivo scontro tra unità di superficie sovietiche e romene non ebbe luogo fino al 18 agosto 1941, durante gli eventi dell'assedio di Odessa.